# Юмшанов, Пётр Вениаминович
Пётр Вениаминович Юмшанов (14 февраля 1960, Киров, СССР — 14 января 2022) — советский и российский шашист, гроссмейстер, победитель и призёр национальных первенств по русским шашкам в классической и молниеносной программах.

## Биография
Уроженец Кирова, в годы службы в Советской армии попал на Урал, где затем долго проживал в Нижнем Тагиле, представляя в шашечных турнирах Уральский военный округ. В дальнейшем проживал в подмосковном Королёве.
Лучший результат в чемпионатах РСФСР показал в 1990 году в Костроме, где разделил 1—2-е места с Михаилом Фёдоровым. Занимал также призовые места в предыдущие годы. В чемпионате РСФСР 1988 года в Чебаркуле поделил первое место по итогам основного турнира с двумя соперниками и в дополнительных матчах с укороченным лимитом времени остался третьим, а на следующий год в Махачкале занял 2-е место.
В чемпионатах России занимал призовые места в 1998 году (классический контроль времени) и 2003 году (быстрые шашки). В 2015 году в составе сборной Кировской области стал призёром командного чемпионата России среди субъектов федерации по блицу. Многократно становился победителем или призёром региональных турниров в Московской, Свердловской и Кировской областях. В 2001 году получил звание мастера ФМЖД. В 2002 году — участник финала чемпионата мира по русским шашкам по версии МАРШ.
Умер в январе 2022 года, за месяц до 62-го дня рождения, от острой сердечной недостаточности. Похоронен на Петелинском кладбище (Киров).